# Beata Pastwa-Wojciechowska
Beata Pastwa-Wojciechowska (ur. 23 lutego 1965 w Gdańsku) – polska psycholog, w latach 2008–2016 dziekan Wydziału Nauk Społecznych Uniwersytetu Gdańskiego. Jest profesorem UG, kierownikiem Zakładu Psychologii Osobowości i Psychologii Sądowej. Specjalizuje się w zakresie psychologii klinicznej, sądowej i penitencjarnej.

## Przebieg kariery zawodowej
- 1989 – uzyskanie tytułu magistra na Wydziale Humanistycznym UG
- 1995 – uzyskanie stopnia doktora nauk humanistycznych w zakresie psychologii, specjalność: psychologia sądowo-penitencjarna, Wydział Nauk Społecznych UG (temat rozprawy doktorskiej: "Osobowościowe i temperamentalne uwarunkowania wybranych typów przestępstw")
- 1997 – przyznanie odznaczenia Zasłużony dla Polskiego Towarzystwa Psychologicznego[2]
- 2005 – uzyskanie stopnia doktora habilitowanego nauk humanistycznych w zakresie psychologii, specjalność: psychologia sądowo-penitencjarna, Wydział Nauk Społecznych UG (temat rozprawy habilitacyjnej: "Naruszanie norm prawnych w psychopatii. Analiza kryminologiczno-psychologiczna")
- 2006 – objęcie stanowiska profesora nadzwyczajnego UG, Nagroda Rektora UG I stopnia

Współpracowała z Sam Houston State University College of Criminal Justice.

## Odznaczenia i wyróżnienia
- Brązowy Krzyż Zasługi – 2006[3]
- Krzyż Kawalerski Orderu Odrodzenia Polski – 2017[4]

## Zainteresowania naukowe
W sferze jej zainteresowań naukowych leżą metodologiczne, etyczne i kliniczne aspekty opiniowania sądowo-psychologicznego w sprawach karnych, psychologia zaburzeń osobowości, psychologia zdrowia i kliniczna: norma vs. patologia, a także zaburzenia rozwoju psychoseksualnego osób z zaburzeniami osobowości.

## Wybrane publikacje

### Monografie
- Naruszanie norm prawnych w psychopatii. Analiza kryminologiczno-psychologiczna. (2004). Gdańsk, Wydawnictwo UG.
- Naruszanie norm prawnych w psychopatii. Analiza kryminologiczno-psychologiczna. (2004). Gdańsk, Wydawnictwo UG -wznowiona w 2006 roku
- Opiniowanie sądowo-psychologiczne w sprawach karnych (2000). Gdańsk, Wydawnictwo UG
- Wybrane problemy orzecznictwa sądowo – psychologicznego w sprawach karnych. (2000). Gdańsk, Wydawnictwo UG

### Redakcje naukowe
- B. Pastwa-Wojciechowska (2008). Człowiek w obliczu prawa. Kraków, Oficyna Wydawnicza Impuls
- B. Pastwa-Wojciechowska, A. Chybicka (2008). Kobiecość w obliczu zmian - studia interdyscyplinarne. Kraków, Oficyna Wydawnicza Impuls
- G. Chojnacka-Szawłowska, B. Pastwa-Wojciechowska (2007). Kliniczne i sądowo-penitencjarne aspekty funkcjonowania człowieka. Kraków, Oficyna Wydawnicza Impuls

### Rozdziały w książkach
- Pastwa-Wojciechowska, B. (2009). The significance and role of sex among the psychopathic perpetrators of crime of incest. W: Chybicka A., Safdar S.F.,Kwiatkowska A.(red.), Culture and Gender. Intimate relation. Gdańsk, GWP.
- Pastwa-Wojciechowska, B. (2009). Czy oddziaływania redukujące deficyty wychowawcze u osób naruszających normy prawne mają sens? W: Marczak M.(red.), Resocjalizacyjne programy penitencjarne realizowane przez służbę więzienną w Polsce. Kraków, Oficyna Wydawnicza Impuls.
- Pastwa-Wojciechowska, B. (2009). Wstrzemięźliwość seksualna - norma, patologia czy moda? W: Chybicka A., Pastwa-Wojciechowska B. (red.), Kobiecość w obliczu zmian - studia interdyscyplinarne (s. 33-60). Kraków, Oficyna Wydawnicza Impuls.
- Pastwa-Wojciechowska, B. (2008). Znaczenie diagnozy psychopatii w opiniowaniu psychologiczno-penitencjarnym. W: Ambrozik W., Machel H., Stępniak P.(red.), Misja Służby Więziennej a jej zadania wobec aktualnej polityki karnej i oczekiwań społecznych (s. 589-602). Uniwersytet im. Adama Mickiewicza, Uniwersytet Gdański, CZSW, COSzSW[5]
- Pastwa-Wojciechowska, B., Błażek, M. (2008). Ocena formalnych i merytorycznych aspektów opiniowania sądowo=psychologicznego w sprawach karnych. W: Pastwa-Wojciechowska B. (red.), Człowiek w obliczu prawa (s. 25-38). Kraków, Oficyna Wydawnicza Impuls.
- Pastwa-Wojciechowska, B. (2008). Psychopathy and Gender Differences. From Norm to Pathology. W: A. Chybicka, M. Kaźmierczak (red.), Appreciating diversity – gender and cultural issues (381-414). Kraków, Oficyna Wydawnicza, Impuls.
- Pastwa-Wojciechowska, B. (2007). Wykorzystanie współczesnej konceptualizacji pojęcia psychopatycznego sprawcy przestępstw na tle seksualnym w opiniowaniu sądowo-psychologicznym. W: Chojnacka-Szawłowska G., Pastwa-Wojciechowska B. (red.), Kliniczne i sądowo-penitencjarne aspekty funkcjonowania człowieka (s. 195-214). Kraków, Oficyna Wydawnicza „Impuls”.
- Pastwa-Wojciechowska, B. (2007). Psychopatia a antyspołeczne i dyssocjalne zaburzenia osobowości. W: J.M. Stanik (red.), Psychospołeczne uwarunkowania i mechanizmy kryminogenezy a zachowania paraprzestępcze i przestępcze (s. 208-220). Warszawa, Wydawnictwo Komandor.
- Pastwa-Wojciechowska, B. (2007). Współczesna psychologiczna konceptualizacja pojęcia psychopatycznego sprawcy przestępstw na tle seksualnym. W: J.M. Stanik (red.), Psychospołeczne uwarunkowania i mechanizmy kryminogenezy a zachowania paraprzestępcze i przestępcze (s. 208-220). Warszawa, Wydawnictwo Komandor.
- Pastwa-Wojciechowska, B. (2007). Psychopatia a antyspołeczne i dyssocjalne zaburzenia osobowości. W: Stanik J.M.(red.), Psychospołeczne uwarunkowania i mechanizmy kryminogenezy a zachowania paraprzestępcze i przestępcze (s. 208-220). Warszawa, Wydawnictwo Komandor.
- Pastwa-Wojciechowska, B. (2006). Psychopatia – wyzwanie czy klęska resocjalizacji. W: Machel H.(red.), Wykonanie kary pozbawienia wolności w Polsce – w poszukiwaniu skuteczności (s. 125-134). Gdańsk, Wydawnictwo UG.
- Pastwa-Wojciechowska, B. (2006). Płeć psychologiczna mężczyzn naruszających normy prawne a postrzeganie kobiety. W: Chybicka A., Kaźmierczak M.(red.), Kobieta w kulturze – kultura w kobiecie. Studia interdyscyplinarne (s. 225-244). Kraków, Oficyna Wydawnicza „Impuls”.
- Pastwa-Wojciechowska, B. (2006). Norma czy patologia, czyli rzecz o ciągłości i odrębności modeli badań nad zagrożeniami współczesnej młodzieży polskiej. W: Bykowska B., Szulc M.(red.), Zagrożenia współczesnej młodzieży polskiej – w poszukiwaniu tożsamości (s. 293-302). Gdańsk, Fundacja Rozwoju Uniwersytetu Gdańskiego.
- Pastwa-Wojciechowska, B. (2006). Psychopatia – wyzwanie czy klęska resocjalizacji. W: H. Machel (red.), Wykonanie kary pozbawienia wolności w Polsce – w poszukiwaniu skuteczności (s. 125-134). Gdańsk, Wydawnictwo UG.
- Pastwa-Wojciechowska, B. (2006). Psychopatia – prawdy i mity w psychoterapii i resocjalizacji. W: Kościelak R.(red.), Problem niedostosowania społecznego – oddziaływania w warunkach wolnościowych i w izolacji penitencjarnej (s. 133-148). Słupsk, Wydawnictwo Pomorskiej Akademii Pedagogicznej w Słupsku.
- Pastwa-Wojciechowska, B. (2006). Analiza współczesnej konceptualizacji pojęcia psychopatycznego sprawcy przestępstw na tle seksualnym. W: Martynowicz E. (red.), Od poczucia podmiotowości do bycia ofiarą. Problemy współczesności – co psychologia może o nich powiedzieć? (s. 261-282). Kraków, Oficyna Wydawnicza „Impuls”.
- Pastwa-Wojciechowska, B, Machel, H., Marczak, J.M. (2005). Przestępczość nieletnich na terenie województwa pomorskiego w latach 1990-2001. W: Stanik J.M. (red.), Przestępczość nieletnich. Aspekty psychospołeczne i prawne (s. 71-86). Katowice, Wydawnictwo Uniwersytetu Śląskiego.
- Pastwa-Wojciechowska, B., Brycz, H, Ciosek, M. (2005). Perception of one’s own and another person’s behavior related to morality in groups of noncriminals and psychopaths. W: Czeredrecka A., Jaśkiewicz-Obydzińska T., Roesch R., Wójcikiewicz J.(red.), Forensic Psychology and Law. Facing the Challenges of a Changing World (s. 41-65), Kraków, Institute of Forensic Research Publishers.
- Pastwa-Wojciechowska, B. (2005). Rola biegłego psychologa w ochronie praw ofiar przestępstw na tle seksualnym. W: Sajdak A. (red.), Edukacyjna wspólnota na rzecz społeczeństwa dla wszystkich. (s. 63-74). Kraków, Wydawnictwo Uniwersytetu Jagiellońskiego[6].
- Pastwa-Wojciechowska, B., Brycz, H. (2005). The structure of the narcissism and the psychopathy. W: T. Maliszewski, W.J. Wojtowicz, J. Żerko (red.), Anthology of social and behavioral science. 20 years of co-operation between the Univerities in Linköping and Gdańsk (s. 458-471)[6]
- Brycz, H. Pastwa-Wojciechowska, B. (2005). Judgmental accuracy and the correction of one's own biases. W: T. Maliszewski, W.J. Wojtowicz, J. Żerko (red.), Anthology of social and behavioral science. 20 years of co-operation between the Univerities in Linköping and Gdańsk (s. 437-445)[6]
- Pastwa-Wojciechowska, B. (2004). Spostrzeganie i ocena zdarzenia przestępczego, sprawcy i osoby poszkodowanej przez psychopatów. W: Martynowicz E. (red.), Motywy, cele, wartości. Przyczynek do zrozumienia stanu ducha i stanu umysłu współczesnych Polaków (s.333-361). Kraków, Oficyna Wydawnicza Impuls.
- Pastwa-Wojciechowska, B. (2003). Komunikacja z osobami poszkodowanymi w przestępstwach na tle seksualnym. W: Cierpiałkowska L., Wolska A.(red.), Komunikowanie się w psychoterapii. Wybrane zagadnienia (s. 99-112). Szczecin, Wydawnictwo US.
- Pastwa-Wojciechowska, B. (2002). Komunikacja przestępców z psychopatycznymi zaburzeniami osobowości.W: Wybrane problemy komunikowania się i komunikacji w zjawiskach patologii społecznej. Szczecin, US, (s. 65-73).
- Pastwa-Wojciechowska B., Smutek J. (2002). Język opinii ginekologicznych i psychologicznych w przestępstwie gwałtu. W: Wybrane problemy komunikowania się i komunikacji w zjawiskach patologii społecznej. Szczecin, US[7], (s. 59-64).
- Pastwa-Wojciechowska, B. (2001). Język w sprawach o przestępstwa na tle seksualnym a ilość i jakość uzyskiwanych danych. W: T. Rzepa (red.) Psychologia komunikowania się Nr 60, Szczecin, Wyd. US, (s. 177-187).
- Pastwa-Wojciechowska, B. (2001). Sposób spostrzegania zdarzenia przestępczego i jego sprawcy przez świadków. W: Stanik J.M., Majchrzyk Z. (red.) Psychologiczne i psychiatryczne opiniodawstwo sądowe w ramach nowych uregulowań prawnych, Katowice, Wyd. ANIMA, (s. 137-152).
- Pastwa-Wojciechowska, B. (2001). Psychospołeczne uwarunkowania zachowań agresywnych ze szczególnym uwzględnieniem mechanizmów wiązania się z grupami negatywnego odniesienia. W: Żebrowski J. (red.) Zjawiska patologii społecznej i zachowań dewiacyjnych młodzieży, Gdańsk, Wyd. UG, (s.194-202).
- Pastwa-Wojciechowska, B. (2001). Multimodalna terapia sprawców przestępstw na tle seksualnym. W: B. Hołyst, W. Ambroziak, P. Stępniak (red.), Więziennictwo Nowe wyzwania. Poznań, Warszawa, Wyd. UAM, CZZK (s. 713-719).
- Pastwa-Wojciechowska, B. (2001). Psychospołeczne uwarunkowania zachowań aspołecznych nieletnich sprawców przestępstw z użyciem agresji. W: B. Urban (red.), Dewiacje wśród młodzieży. Uwarunkowania i profilaktyka (s. 113-120).Kraków, Wyd. UJ.
- Pastwa-Wojciechowska, B. (1999). Syndrom stresu pourazowego u ofiar przestępstw na tle seksualnym. (Implikacje dla orzecznictwa sądowo - psychologicznego). W: Machel H., Wszeborowski K. (red.), Psychospołeczne uwarunkowania zjawisk dewiacyjnych wśród młodzieży w okresie transformacji ustrojowej w Polsce (s. 405–415). Gdańsk, Wyd. UG.
- Pastwa-Wojciechowska, B. (1994). Zadania i rola psychologa w praktyce penitencjarnej. W: Kawula S., Machel H. (red.), Młodzież a współczesne patologie i dewiacje społeczne. Diagnoza - Profilaktyka- Resocjalizacja. (s. 153-158). Toruń, Wyd. A. Marszałek.
- Pastwa-Wojciechowska, B. (1992). Psychopatia jako problem diagnostyczny oraz możliwości oddziaływań psychokorekcyjnych w warunkach izolacji więziennej. W: Świętochowska U. (red.), Tymczasowe aresztowanie i pozbawienie wolności. Aspekty demograficzne i społeczne (s. 28-43). Gdańsk, Wyd. Albatros.

### Artykuły
- Pastwa-Wojciechowska, B. (2009). Skuteczność resocjalizacji przestępców seksualnych o cechach psychopatycznych - przegląd badań. Przegląd Więziennictwa Polskiego
- Pastwa-Wojciechowska, B. (2008). Samoregulacja i samokontrola a psychopatyczne zaburzenia osobowości. Czasopismo Psychologiczne, 14, 2, 247-254.
- Pastwa-Wojciechowska, B. (2008). Comorbidity of ADHD and psychopathy symptoms in men violating legal standards. Acta Neuropsychologica
- Pastwa-Wojciechowska, B. (2008). Psychopatyczne zaburzenia osobowości a problemy opiniowania sądowo-psychologicznego w sprawach karnych. Gdańskie Studia Prawnicze, t. XIX, 205-224.
- Pastwa-Wojciechowska, B. (2003). Perception of criminal incidents and level of aggression and emotional control at psychopaths. Forensic Psychiatry and Psychotherapy, 3, 95-104.
- Pastwa-Wojciechowska, B. (2003). Psychologiczne uwarunkowania zawodu adwokata, sędziego i prokuratora. Sztuka Leczenia, 3-4, 123-132.
- Pastwa-Wojciechowska, B. (2000). IQ and The Behaviour Of The Perpetrators Of Homicides, Burglaries And Robberies. W:Polish Psychological Bulletin, 2000,31,4,69-77.
- B. Pastwa–Wojciechowska, K. Jodzio (2000). Mózgowe uwarunkowania antyspołecznych zaburzeń osobowości w kontekście opiniowania sądowo – psychologicznego. W: Postępy Psychiatrii i Neurologii, 2000, 9, 2(10), 263–270.
- Pastwa-Wojciechowska, B. (1998). Profilaktyka prostytucji młodocianych w świetle badań empirycznych przeprowadzonych w agencjach towarzyskich. Wokół agresji i przemocy. W: Materiały I Konferencji Stowarzyszenia Samopomocy „Krąg” nt. Rehabilitacji i edukacji ofiar przemocy, Gdańsk, 1999[8], 91–98.
- Pastwa-Wojciechowska, B. (1998). Poziom kontroli emocjonalnej oraz poziom dezorganizacji zachowań i stosunku do zadania w sytuacji trudnej u chorych z astmą oskrzelową. W: Ku lepszemu funkcjonowaniu w zdrowiu i chorobie. Materiały z XIII Ogólnopolskiego Sympozjum Medycyny Psychosomatycznej i V Bałtyckiego Sympozjum Balintowskiego, Kołobrzeg, 1997,Wrocław, Wyd. AWF Wrocław, 1998, 49–52.
- Pastwa-Wojciechowska, B. (1998). Diagnoza i funkcjonowanie psychopatów w więzieniach. W: Szałański J. (red.), Wina-Kara-Nadzieja- Przemiana. Materiały I Krajowego Sympozjum Penitencjarnego.. Łódź - Warszawa - Kalisz, Wyd. Zakład Psychologii Resocjalizacyjnej UŁ, Centralnego Zarządu Służby Więziennej, Centralny Ośrodek Szkolenia Służby Więziennej, 1998, 423–429.
- Pastwa-Wojciechowska, B. (1997). Psychopatia a kryteria diagnozy antyspołecznych i dyssocjalnych zaburzeń osobowości. W:Przegląd Więziennictwa Polskiego, 1997, 15, 38–45.
- Pastwa-Wojciechowska, B. (1997). Sposób percepcji i oceny zachowań agresywnych w świetle wybranych badań z zakresu psychologii. W: Materiały z konferencji naukowo szkoleniowej poświęconej XXX - leciu Rodzinnych Ośrodków diagnostyczno - konsultacyjnych, Jastrzębia Góra 1997, 19–30.
- Pastwa-Wojciechowska, B. (1997). Problemy psychologiczne w postępowaniu sądowym w świetle współczesnych badań. W: Materiały z konferencji naukowo-szkoleniowej poświęconej XXX - leciu Rodzinnych Ośrodków diagnostyczno - konsultacyjnych, Jastrzębia Góra, 1997, 10–18.
- Pastwa-Wojciechowska, B. (1992). Lęk jako czynnik determinujący charakter i stopień udziału w podkulturze więziennej. W: Przegląd Więziennictwa Polskiego, 1992, 2-3, 87-102.
- Pastwa-Wojciechowska, B. (1990-1991). Poczucie osamotnienia a sposób funkcjonowania skazanych recydywistów w warunkach izolacji więziennej. W: Przegląd Penitencjarny i Kryminologiczny, 1990-1991, 18/58, 76-92.